# Marxa Reial
La Marxa Reial (oficialment en castellà: La Marcha Real) és la denominació tradicional, conjuntament amb la de Marxa Granadera (Marcha Granadera), que rep l'himne nacional d'Espanya, adoptat de manera oficial per l'estat espanyol amb aquest caràcter, després de l'aprovació de la Constitució Espanyola de 1978.

## Lletres proposades
La Marxa Reial igual com per exemple l'himne britànic no té lletra oficial, però antigament es van escriure diverses lletres per a fer-les servir al costat de la melodia oficiosament i sovint amb gran acceptació. Els més vells versos es van usar a partir de l'any 1843 compostos per en Ventura de la Vega: 
Venid españoles

Al grito acudid.

Dios salve a la Reina,

Dios salve al país.

### Versió d'Eduardo Marquina(Alfons XIII)
Gloria, gloria, corona de la Patria,

soberana luz

que es oro en tu Pendón.

Vida, vida, futuro de la Patria,

que en tus ojos es

abierto corazón.

Púrpura y oro: bandera inmortal;

en tus colores, juntas, carne y alma están.

Púpura y oro: querer y lograr;

Tú eres, bandera, el sigo del humano afán.

Gloria, gloria, corona de la Patria,

soberana luz

que es oro en tu Pendón.

Púrpura y oro: bandera inmortal;

en tus colores, juntas, carne y alma están.

### Versió en elCarlisme
Viva España,

gloria de tradiciones,

con la sola ley

que puede prosperar.

Viva España,

que es madre de Naciones,

con Dios, Patria, Rey

con que supo imperar.

Guerra al perjuro

traidor y masón,

que con su aliento impuro

hunde la nación.

Es su bandera

la historia de su gloria;

por ella dará

su vida el español

Fe verdadera

que en rojo de amor

aprisiona briosa

un rayo de sol.

### Versiófranquista, modificació sobre la lletra original deJosé María Pemáncompost el 1928 durant el regnat d'Alfons XIIIi el govern deMiguel Primo de Rivera.
Viva España, alzad los brazos

hijos del pueblo español,

que vuelve a resurgir.

Gloria a la Patria que supo seguir,

sobre el azul del mar, el caminar del sol.

¡Triunfa España! Los yunques y las ruedas

marchan al compás

del himno de la fe.

Juntos con ellos cantemos de pie

la vida nueva y fuerte de trabajo y paz.

Viva España, alzad la frente

hijos del pueblo español,

que vuelve a resurgir. 

Gloria a la Patria que supo seguir,

sobre el azul del mar, el caminar del sol.

Canvis realitzats després de 1939: "alzad la frente" per "alzad los brazos" i "los yunques y las ruedas" per "los yugos y la flechas"

### Intent de Nova versió delComitè Olímpic Espanyol2007
¡Viva España!

Cantemos todos juntos

con distinta voz

y un solo corazón

¡Viva España!

desde los verdes valles

al inmenso mar,

un himno de hermandad

Ama a la patria

pues sabe abrazar,

bajo su cielo azul,

pueblos en libertad

Gloria a los hijos

que a la Historia dan

justicia y grandeza

democracia y paz.

## Utilització
El Reial Decret 1560/1997, de 10 d'octubre, regula l'ús de l'himne i estableix les distintes versions oficials i modalitats d'interpretar-la.
La versió completa s'utilitza per als actes d'homenatge a la Bandera d'Espanya, els actes oficials on assisteix el Rei o la Reina d'Espanya, els actes oficials on assisteix la Reina consort o el consort de la Reina i els altres actes previstos en el Reglament d'Honors Militars.